# 威靈頓希爾斯 (特拉華州)
威靈頓希爾斯（英語：Wellington Hills）是位於美國特拉華州紐卡斯爾縣的一個非建制地區。該地的面積和人口皆未知。

## 地理
威靈頓希爾斯的座標為39°47′23″N 75°42′29″W / 39.78972°N 75.70806°W，而該地的平均海拔高度為106米（即348英尺）。